# Janet Young, Baroness Young
Janet Mary Young, Baroness Young (Geburtsname: Janet Mary Baker) (* 23. Oktober 1926 in Widnes, Cheshire, England; † 6. September 2002 in Oxford, Oxfordshire, England) war eine britische Politikerin der Conservative Party.

## Leben
Janet Young begann ihre politische Laufbahn in der Kommunalpolitik, war viele Jahre Mitglied des Stadtrates von Oxford und dort zuletzt Vorsitzender der Fraktion der Conservative Party.
1971 wurde sie als Life Peer mit dem Titel einer Baroness Young, of Farnworth in the County Palatine of Lancaster, in den Adelsstand erhoben und gehörte seitdem bis zu ihrem Tod als Mitglied dem Oberhaus (House of Lords) an.
Daneben bekleidete sie einige Ämter in Regierungen der konservativen Tories und war unter anderem zwischen 1979 und 1981 Staatsministerin im Bildungsministerium.
Im September 1981 wurde sie von Premierministerin Margaret Thatcher als Chancellor of the Duchy of Lancaster ins Kabinett berufen und war damit neben der Premierministerin das einzige weibliche Mitglied der Regierung. Im Rahmen einer Kabinettsumbildung war sie im Anschluss von April 1982 bis Juni 1983 Lordsiegelbewahrerin und zeitgleich zwischen September 1981 und Juni 1983 als Nachfolgerin von Christopher Soames auch Führerin des Oberhauses (Leader of the House of Lords). In dieser Funktion erwarb sie große Anerkennung für ihre Schlagfertigkeit und den Spitznamen „Eiserne Lady des Oberhauses“ (Iron Lady of the Lords). Nachfolger als Führer des Oberhauses wurde William Whitelaw, 1. Viscount Whitelaw.
Sie war eine Verfechterin traditioneller Werte und war insbesondere Gegnerin der Adoption von Kindern durch unverheiratete Paare sowie der Ermöglichung frühzeitiger Scheidungen.